# Gwen Stefani
Gwen Renée Stefani Rossdale (eng. izgovor ˈɡwɛn stɛˈfɑːni; rođena 3. listopada 1969. ) američka je pjevačica i modna dizajnerica.  Stefani je započela karijeru kao glavni pjevač rock glazbenog sastava No Doubt. S prethodnim materijalom rangiranim od punk rocka do new wave glazbe, njihov treći studijski album orijentiran na third wave ska, Tragic Kingdom (1995.) donio im je svjetsku slavu, s prodanih 1 milijun primjeraka diljem svijeta. S njega su obavljeni singlovi "Just a Girl", "Spiderwebs", i "Don't Speak". Popularnost sastava spustila se kad su izdali treći studijski album, Return of Saturn (2000.), ali album Rock Steady (2001.) fokusiran na dancehall produkcijeske crte primio je većinom pozitivne kritike.
Stefani je snimila svoj prvi samostalni album Love. Angel. Music. Baby. 2004. godine. Album je inspiriran glazbom 1980-ih godina, postigao je ogroman uspjeh i diljem svijeta prodano je preko 7 milijuna njegovih primjeraka. Treći singl s albuma, "Hollaback Girl", postao je prvi singl u SAD-u s preko 1 milijun prodanih digitalnih primjeraka. Stefanin drugi samostalni alum, The Sweet Escape (2006.), pustio je singlove "Wind It Up" i "The Sweet Escape". Uključujući njen rad u sastavu No Doubt, Stefani je prodala preko 40 milijuna albuma širom svijeta.
Stefani je poznata kao modna trendeseterica. 2003. godine, izdala je svoju prvu liniju odjeće, L.A.M.B. i dopunila svoju kolekciju s linijom Harajuku Lovers iz 2005. godine, inspirisanu japanskom kulturom i modom. Stefani nastupa i pojavljuje s eu javnosti s 4 pomoćne plesačice poznate kao Harajuku Girls. Udala se za britanskog grunge glazbenika Gavina Rossdalea 2002. godine i imaju tri sina: Kingstona Jamesa McGregora Rossdalea (rođenog 26. svibnja 2006. godine),Zumu Nestu Rocka Rossdalea (rođenog 20. kolovoza 2008. godine)i Apollo Bowie Flynn Rossdalea (rođenog 28. veljače 2014. godine).

## Diskografija
- Love. Angel. Music. Baby. (2004.)
- The Sweet Escape (2006.)
- This Is What the Truth Feels Like (2016.)
- You Make It Feel Like Christmas (2017.)

## Turneje
- 2005: Harajuku Lovers Tour 2005
- 2007: The Sweet Escape Tour

## Filmografija
- 2004. - Avijatičar - Jean Harlow
- 2009. - Gossip Girl - Snowed Out Singer - TV serija, 1. epizoda: Valley Girls (2.24)

## Vanjske poveznice
- Službena web stranica
- Službena web stranica sastava No Doubt
- Gwen Stefani u internetskoj bazi filmova IMDb-u (engl.)
- Diskografija Gwen Stefani